# Vladimir Smirnov (sciatore)
Vladimir Michajlovič Smirnov (cirillico Владимир Михайлович Смирнов; traslitterazione anglosassone Vladimir Mikhailovich Smirnov; Šučinsk, 7 marzo 1964) è un dirigente sportivo ed ex fondista kazako.
Prima della dissoluzione dell'Unione Sovietica (1991) ha gareggiato per l'Unione Sovietica, mentre nel 1992 ha fatto parte della Squadra Unificata ai Giochi olimpici. È stato tra i protagonisti dello sci di fondo dalla seconda metà degli anni ottanta fino al 1998, anno in cui si è ritirato dall'attività agonistica ad alto livello, aggiudicandosi numerosi allori in tutte le maggiori manifestazioni sciistiche.

## Biografia

### Carriera sciistica
In Coppa del Mondo ha ottenuto il primo risultato di rilievo il 18 dicembre 1982 nella 15 km di Davos (17°), ha ottenuto il primo podio il 23 marzo 1984 nella 15 km di Murmansk (2°) e la prima vittoria il 23 febbraio 1986 nella 15 km a tecnica classica di Kavgolovo. Si è aggiudicato due coppe di cristallo, nel 1991 e nel 1994. Nella classifica di distanza il suo miglior piazzamento è stato il 3º posto nel 1997; in quella di sprint, il 3º nel 1998.
Ha partecipato a quattro edizioni dei Giochi olimpici invernali (Calgary 1988, Albertville 1992, Lillehammer 1994 e Nagano 1998), aggiudicandosi in totale sette medaglie: un oro, quattro argenti e due bronzi, e a tutti i Mondiali svoltisi dal 1987 al 1997, collezionando cinque ori, tre argenti e tre bronzi. Ritiratosi dall'agonismo ad alto livello nel 1998, ha continuato a gareggiare in competizioni minori fino al 1999.

### Carriera dirigenziale
Membro della Commissione atleti del Comitato Olimpico Internazionale dal 1998 al 2004, dal 1999 al 2001 è stato il rappresentante del Kazakistan in seno allo stesso CIO. Ha anche presieduto il comitato promotore della candidatura di Almaty per la selezione della città organizzatrice dei XXII Giochi olimpici invernali, poi assegnati invece alla russa Soči.

## Palmarès

### Olimpiadi
- 7 medaglie:
  - 1 oro (50 km[2] a Lillehammer 1994)
  - 4 argenti (30 km[2], staffetta[2] a Calgary 1988; 10 km[2], inseguimento[2] a Lillehammer 1994)
  - 2 bronzi (15 km[2] a Calgary 1988; inseguimento a Nagano 1998)

### Mondiali
- 11 medaglie:
  - 5 ori (30 km[2] a Lahti 1989; inseguimento[2] a Falun 1993; 10 km[2], 30 km[2], inseguimento[2] a Thunder Bay 1995)
  - 3 argenti (staffetta[2] a Oberstdorf 1987; 30 km[2] a Val di Fiemme 1991; 10 km[2] a Falun 1993)
  - 3 bronzi (15 km[2] a Val di Fiemme 1991; 30 km[2] a Falun 1993; 50 km[2] a Thunder Bay 1995)

### Coppa del Mondo
- Vincitore della Coppe del Mondo nel 1991 e nel 1994
- 52 podi (51 individuali, 1 a squadre[3]), oltre a quelli conquistati in sede olimpica o iridata e validi ai fini della Coppa del Mondo:
  - 25 vittorie (individuali)
  - 16 secondi posti (15 individuali, 1 a squadre)
  - 11 terzi posti (individuali)

#### Coppa del Mondo - vittorie
| Data             | Luogo                   | Paese            | Disciplina  |
| ---------------- | ----------------------- | ---------------- | ----------- |
| 23 febbraio 1986 | Kavgolovo               | Unione Sovietica | 15 km TC    |
| 9 gennaio 1988   | Kavgolovo               | Unione Sovietica | 30 km TC    |
| 25 febbraio 1990 | Reit im Winkl           | Germania Ovest   | 30 km TL    |
| 15 dicembre 1990 | Davos                   | Svizzera         | 15 km TC    |
| 19 dicembre 1990 | Les Saisies             | Francia          | 30 km TC    |
| 5 gennaio 1991   | Minsk                   | Unione Sovietica | 15 km TL    |
| 18 dicembre 1992 | Val di Fiemme           | Italia           | 30 km TL    |
| 16 gennaio 1993  | Bohinj                  | Slovenia         | 15 km TL    |
| 11 dicembre 1993 | Santa Caterina Valfurva | Italia           | 30 km TC    |
| 21 dicembre 1993 | Dobbiaco                | Italia           | 10 km TC    |
| 22 dicembre 1993 | Dobbiaco                | Italia           | 15 km TL    |
| 9 gennaio 1994   | Kavgolovo               | Russia           | 15 km TC    |
| 15 gennaio 1994  | Oslo                    | Norvegia         | 15 km TL    |
| 5 marzo 1994     | Lahti                   | Finlandia        | 15 km TL    |
| 27 gennaio 1995  | Lahti                   | Finlandia        | 15 km TL    |
| 29 gennaio 1995  | Lahti                   | Finlandia        | 15 km TC    |
| 11 febbraio 1995 | Oslo                    | Norvegia         | 50 km TC    |
| 26 novembre 1995 | Vuokatti                | Finlandia        | 10 km TC    |
| 9 gennaio 1996   | Štrbské Pleso           | Slovacchia       | 50 km TL    |
| 13 gennaio 1996  | Nové Město na Moravě    | Rep. Ceca        | 15 km TC    |
| 24 febbraio 1996 | Trondheim               | Norvegia         | 30 km TL    |
| 9 marzo 1996     | Falun                   | Svezia           | 10 km TL    |
| 10 marzo 1996    | Falun                   | Svezia           | 15 km TC PU |
| 18 gennaio 1997  | Lahti                   | Finlandia        | 30 km TC    |
| 7 marzo 1998     | Lahti                   | Finlandia        | 30 km TC    |

Legenda:

PU = inseguimento

TC = tecnica classica

TL = tecnica libera

## Riconoscimenti
Nel 1994 ricevette la Medaglia Holmenkollen, uno dei riconoscimenti più prestigiosi per uno sportivo dello sci nordico.